# نقش ضوئي

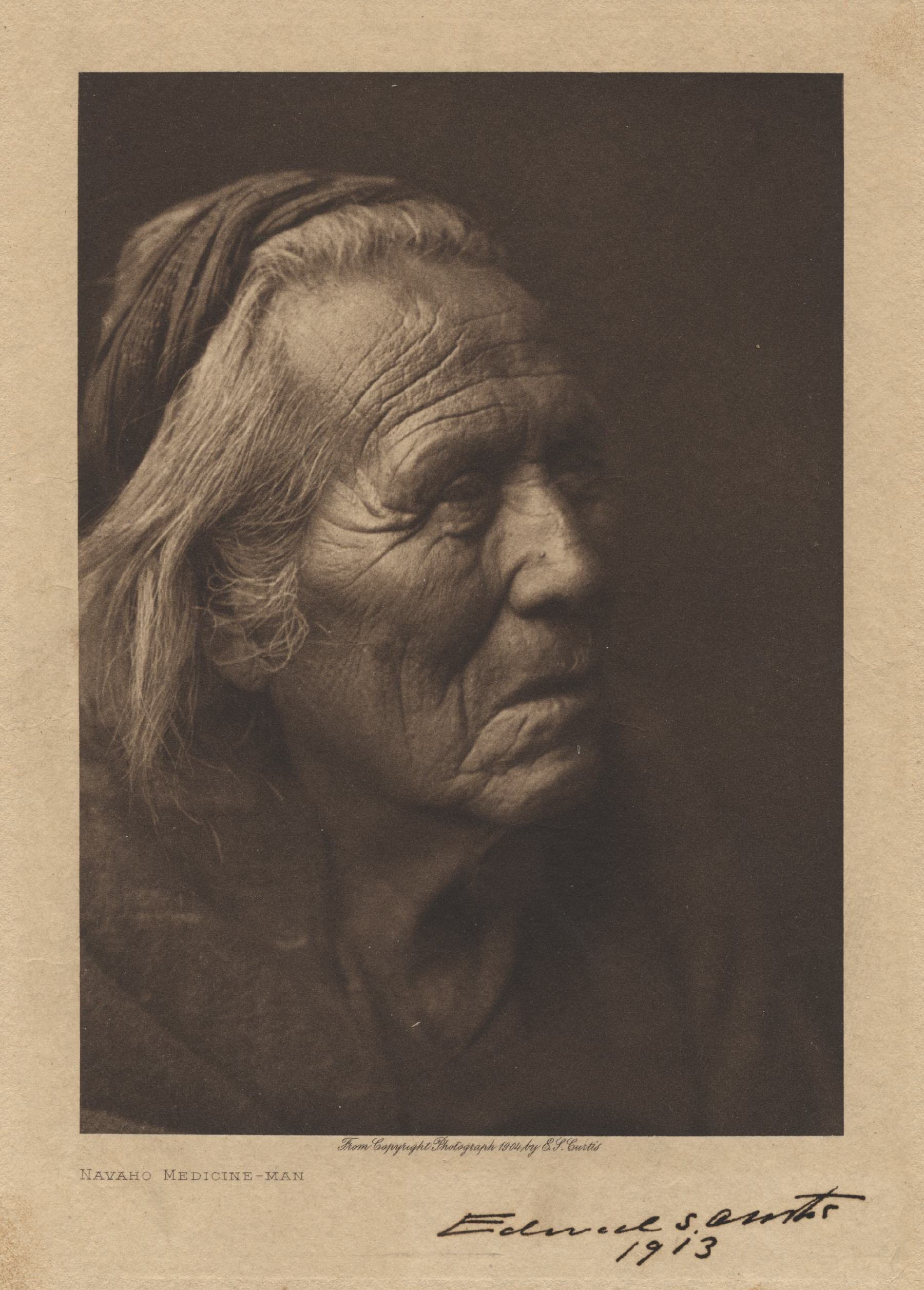

النقش الضوئي (ملاحظة 1) هي عملية تستخدم مقاومات حساسة للضوء والمطبقة على السطوح المراد نقشها من أجل تشكيل حاجب لمناطق معينة أثناء العمليات المتتابعة على السطح؛ مما يعطي في النهاية النقش المطلوب.